# Dziewczyny (film 2022)
Dziewczyny (fiń. Tytöt tytöt tytöt) – fiński dramat z 2022 roku w reżyserii Alli Haapasalo. W głównych rolach zagrały Aamu Milonoff, Eleonoora Kauhanen i Linnea Leino. Film miał premierę 24 stycznia 2022 roku na Sundance Film Festival.

## Fabuła
Dwie przyjaciółki będące w okresie dojrzewania pracują razem w sklepie ze smoothies. Dzielą się między sobą swoimi przeżyciami związanymi z miłością oraz seksem. Jedna z nich zakochuje się w łyżwiarce figurowej, a druga bezskutecznie poszukuje spełnienia seksualnego. Obie konsultują się ze sobą w kwestii postępów ich sytuacji.

## Obsada
- Aamu Milonoff jako Mimmi
- Eleonoora Kauhanen jako Rönkkö
- Linnea Leino jako Emma
- Sonya Lindfors jako Tarja
- Cecile Orblin jako Karoliina
- Oona Airola jako Sanna
- Mikko Kauppila jako Jarmo
- Amos Brotherus jako Sipi
- Bruno Baer jako Kalle
- Nicky Laaguid jako Henkka
- Oksana Lommi jako Frida
- Yasmin Najjar jako Sonja
- Elias Westerberg jako Allu
- Pietu Wikström jako Samuli
- Fathi Ahmed jako Otto
- Pablo Ounaskari jako Roope
- Rebekka Kuukka jako Saana
- Tuuli Heinonen jako Poliisi
- Yassin Ei Sayed jako Lionel
- Lauri Nousiainen jako Petri
- Henrikki Haavisto jako Vesa[1]

## Odbiór

### Reakcja krytyków
Film spotkał się z dobrą reakcją krytyków. W agregatorze recenzji Rotten Tomatoes 99% z 70 recenzji uznano za pozytywne. Z kolei w agregatorze Metacritic średnia ważona ocen z 17 recenzji wyniosła 78 punktów na 100.

## Nagrody i nominacje
| Nagroda                | Kategoria                                                                                 | Wynik     |
| ---------------------- | ----------------------------------------------------------------------------------------- | --------- |
| Sundance Film Festival | Nagroda Publiczności – Najlepszy dramat zagraniczny (Alli Haapasalo)                      | wygrana   |
| Sundance Film Festival | Główna Nagroda Jury – Udział w konkursie na najlepszy dramat zagraniczny (Alli Haapasalo) | nominacja |
| GLAAD Media Awards     | Najlepszy film wyświetlany wąskiemu gronu                                                 | nominacja |
| Jussi                  | Najlepszy film (Elina Pohjola, Leila Lyytikäinen)                                         | nominacja |
| Jussi                  | Najlepszy reżyser (Alli Haapasalo)                                                        | nominacja |
| Jussi                  | Najlepsze kostiumy (Roosa Marttiini)                                                      | nominacja |
| Jussi                  | Najlepsze zdjęcia (Jarmo Kiuru)                                                           | nominacja |
| Jussi                  | Najlepszy montaż (Samu Heikkilä)                                                          | nominacja |
| Jussi                  | Najlepszy scenariusz (Daniela Hakulinen, Ilona Ahti)                                      | nominacja |
| LGBT Film Festival     | Nagroda Publiczności – Najlepszy film pełnometrażowy (Alli Haapasalo)                     | wygrana   |